# Swengelbrug
De Swengelbrug of Swijmelbrug was een brug in de binnenstad van 's-Hertogenbosch over een arm van de Binnendieze. De brug verbond de Hinthamerstraat met wat tegenwoordig De Hofstad is bij het Hinthamerbolwerk.
De brug was een stenen brug, als vervanger van de Pijnappelsche brug die van hout was. De Pijnappelsche brug werd voor het eerst genoemd in 1423. De Swengelbrug is in 1457 voor het eerst vernoemd.
De brug is gesloopt bij het graven van de Zuid-Willemsvaart in 1822. Op de plaats van de Swengelbrug is tegenwoordig Sluis 0 te vinden.